# Bocos
Bocos es una localidad del municipio de Villarcayo de Merindad de Castilla la Vieja, en la provincia de Burgos, perteneciente a la comarca de Las Merindades, y al partido judicial de Villarcayo.

## Geografía
Es un pueblo situado en el norte de la provincia (a 79 kilómetros de Burgos aproximadamente) en la vertiente mediterránea, valle del río Nela, situado en su margen izquierda, al norte del municipio. Se accede por la carretera autonómica CL-629 donde comienza la local BU-V-5412 que atravesando Céspedes y Barriosuso nos lleva a la nacional N-629.

### Comunicaciones
- Carretera:  En el  punto kilométrico 79 de la carretera autonómica  CL-629  de Sotopalacios  N-623  a El Berrón  BI-636  pasando por Villarcayo y también por el puerto de La Mazorra.
- Travesía peligrosa. ¡Atención Radar!
- Carretera local  BU-V-5412 	de acceso por Céspedes a la  BU-V-5411 .

## Demografía
| Gráfica de evolución demográfica de Bocos entre 1842 y 1920 |
| |
| Población de derecho según los censos de población del INE Población de hecho según los censos de población del INEEntre el censo de 1930 y el anterior, este municipio desaparece porque se integra en el municipio Villarcayo. |

| 1842 |  | 1857 |  | 1860 |  | 1877 |  | 1887 |  | 1897 |  | 1900 |  | 1910 |  | 1920 |
| ---- |  | ---- |  | ---- |  | ---- |  | ---- |  | ---- |  | ---- |  | ---- |  | ---- |
| 107  |  | 226  |  | 220  |  | 202  |  | 205  |  | 194  |  | 198  |  | 189  |  | 189  |

En el padrón municipal de 2017 contaba con setenta habitantes.

## Historia
Villa  perteneciente al partido de Castilla la Vieja en Laredo, jurisdicción de señorío ejercida por María Teresa Franco de León, quien nombraba su alcalde ordinario.
Antiguo municipio de Castilla la Vieja. En 1843 pertenecía al partido de Villarcayo y contaba con 107 habitantes. Este municipio desaparece, porque se integra en el municipio 09457 Villarcayo.

## Patrimonio
Lugar del señorío de los Medinilla. La iglesia católica de San Pedro conserva una sencilla portada románica del siglo XII, siendo el resto del edificio del siglo XVI. Junto a la iglesia la muralla y la portada con escudo del siglo XVIII, restos del antiguo palacio de los Medinilla.

## Medio ambiente
Estación Depuradora de Aguas Residuales (EDAR) del municipio, junto al río Nela.
Dicha estación trata las aguas "sucias" de la población de Villarcayo y otras pedanías del municipio.
Construida en 1991, lleva desde entonces en funcionamiento, y posee la acreditación de la norma UNE-EN-ISO 9001 y 14001, que garantizan su óptimo funcionamiento y respeto al medio.

## Gastronomía
En el único bar del pueblo se pueden comprar posiblemente las mejores morcillas caseras de Burgos.

## Parroquia
Iglesia católica de  San Pedro Apóstol, dependiente de la parroquia de Salazar en el Arcipestrazgo de Merindades de Castilla la Vieja, diócesis de Burgos.